# Drymeia aculeata
Drymeia aculeata är en tvåvingeart som först beskrevs av Stein 1907.  Drymeia aculeata ingår i släktet Drymeia och familjen husflugor. Inga underarter finns listade i Catalogue of Life.